# The Curse of the Golden Vampire
The Curse of the Golden Vampire – album studyjny projektu The Curse of the Golden Vampire, będący kolaboracją artystów Aleca Empire i Techno Animal, wydany w 1998 roku przez Digital Hardcore Recordings. Drugi album studyjny, zatytułowany Mass Destruction, został wydany w 2003 roku bez wkładu muzycznego Aleca Empire.

## Lista utworów
1. "Caucasian Deathmask" – 7:58
2. "Escape the Earth" – 7:45
3. "Substance X" (feat. MC Beans) – 5:28
4. "Low-Tech Predator" – 7:02
5. "Anti-Matter" – 7:54
6. "Kamikaze Space Programme" – 7:50
7. "Temple of the Yellow Snake" – 5:55
8. "Ultrasonic Meltdown" – 9:32